# Suffolk Punch
El Suffolk Punch, també conegut històricament com a Suffolk Horse o Suffolk Sorrel, és una raça anglesa de cavall de tir. La raça deu la primera part del seu nom al comtat de Suffolk, a Ànglia de l'Est i el nom Punch ("empenta", en anglès) a la seva aparença robusta i la seva força. És un cavall de tir pesant que sempre és de color alatzà (també roig o sor;chestnut, en anglès, tot i que els registres de raça solen escriure-ho chesnut). Els Suffolk Punch són cavalls que no requereixen gaire aliment i tendeixen a tenir una anadura energètica.